# The Medicine Men
The Medicine Men is een Amerikaanse western uit 1929 onder regie van Norman Taurog.

## Verhaal
Op de Oregon Trail wordt een groep pioniers aangevallen door bandieten, die hun paarden stelen. De dieren worden teruggestuurd en de bandieten weggejaagd door drie cowboys. Jaren later redden de cowboys de pioniers opnieuw, wanneer ze worden bedreigd door opstandige boeren.

## Rolverdeling
| Acteur              | Personage |
| ------------------- | --------- |
| Bobby Clark         |           |
| Paul McCullough     |           |
| Gavin Gordon        |           |
| Sylvia Field        |           |
| Bobby Barber        |           |
| Clifford Dempsey    |           |
| Frederick H. Graham |           |
| Frank Austin        |           |
| Symona Boniface     |           |
| James Bradbury jr.  |           |